# 萨里亚克-马尼奥阿克
萨里亚克-马尼奥阿克（法語：Sariac-Magnoac，法語發音：[saʁjak maɲɔak]）是法国上比利牛斯省的一个市镇，位于该省东北部，属于塔布区。

## 地理
萨里亚克-马尼奥阿克（43°18'39"N, 0°32'30"E）面积10.93 平方千米，位于法国奧克西塔尼大區上比利牛斯省，该省份为法国西南部内陆省份，北至热尔省，西接大西洋比利牛斯省，南与西班牙接壤，东临上加龙省。
与萨里亚克-马尼奥阿克接壤的市镇（或旧市镇、城区）包括：谢朗、蒙达斯塔拉克、阿里-埃斯佩南、贝特贝兹、卡斯泰尔诺-马尼奥阿克、泰尔姆马尼奥阿克。

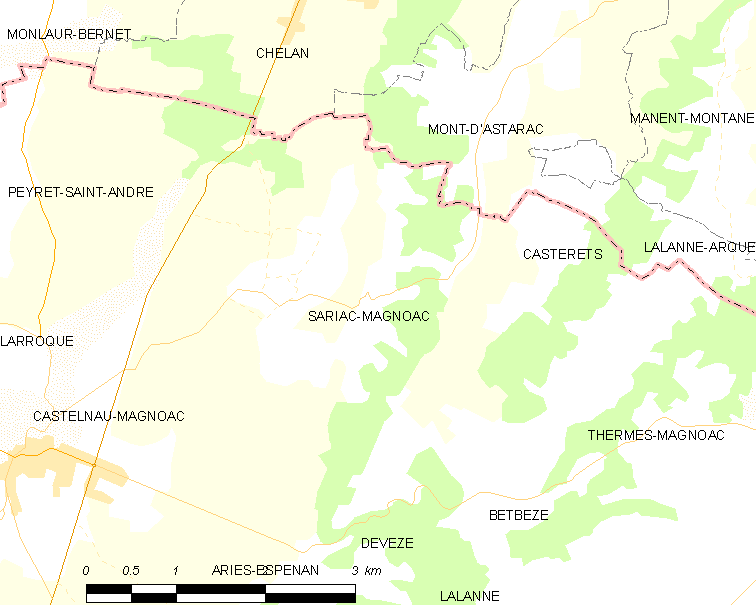
萨里亚克-马尼奥阿克的OSM定位图

萨里亚克-马尼奥阿克的时区为UTC+01:00、UTC+02:00（夏令时）。

## 行政
萨里亚克-马尼奥阿克的邮政编码为65230，INSEE市镇编码为65404。

## 政治
萨里亚克-马尼奥阿克所属的省级选区为山丘县。

## 人口

1962-2008年间萨里亚克-马尼奥阿克人口变化图示

萨里亚克-马尼奥阿克于2022年1月1日时的人口数量为159人。